# Lygropia ochrotalis
Lygropia ochrotalis là một loài bướm đêm trong họ Crambidae.